# Cascades Teviot
Les cascades Teviot són unes cascades del Teviot Brook situades a la regió de Darling Downs de Queensland, Austràlia.

## Localització i característiques
Les cascades formen part del Scenic Rim i es troben a prop de la ciutat de Killarney. L'aigua cau des d'una altura de 38 m, a la serralada McPherson, prop de Wilsons Peak, al nord de la frontera de Queensland / Nova Gal·les del Sud.
Les cascades es poden veure accedint a través d'una carretera que es dirigeix cap a la serralada direcció a Teviot Gap, també conegut com The Head.
Als voltants de Killarney es poden veure quatre cascades més: les cascades Queen Mary, les cascades Daggs, les cascades Browns i les cascades Upper Browns.

## Etimologia
El nom de les cascades prové de la nom de «Teviot Brook», que va ser anomenat el 6 d'agost de 1828 pel botànic i explorador Allan Cunningham, en honor del riu Teviot de Roxburghshire (Escòcia).